# いすゞ・D-MAX
D-MAX（ディーマックス）は、いすゞ自動車がタイで製造するピックアップトラックである。

## 概要
ゼネラルモーターズ (GM) と共同開発した世界戦略車種であり、シボレー・コロラドなどは姉妹車となる。かつて日本でも販売されていたファスターやロデオの後継にあたる車種である。
いすゞが販売網を持っていない南アメリカや北アフリカなどの一部の地域ではシボレーにOEM供給され、「シボレー・D-MAX」、「シボレー・LUV D-MAX」、「シボレー・T-シリーズ」等の名称で販売されている。また、オセアニアではホールデン向けに「ホールデン・ロデオ」がOEM供給されていたが、2008年に販売が打ち切られ、代わってGMタイランドが製造する姉妹車のシボレー・コロラドをベースとする「ホールデン・コロラド」が販売されている。2020年にはマツダも北米以外の世界各地で、D-MAXのOEMであるBT-50を発売している。

## 名前の由来
Dは、ディーゼルの(Deisel)・直噴(Direct Injection)・デザイン(Design)・ 耐久性(Durability)・ドラゴン(Dragon＝先代車のイメージキャラクター)より。
MAXは、デザイン・サイズ・快適性・テクノロジー・パフォーマンス・安全性・耐久性・ラインアップ
の最大、最極化を表現している。
また、タイ語のดีมาก（ディーマーク、「とても良い」という意味）を連想させる名前である。

## 初代
2002年（平成14年）、TFの後継車種として発売。2006年（平成18年）には大幅なフェイスリフトを行っている。デザイン面のコンセプトは"GOOD STANCE FOR TOUGHNESS"。エンジンは全て直列4気筒直噴コモンレールディーゼルで2,500cc、3,000cc、3,000ccターボ（2006年追加）の3種類が設定される。
2005年にはタイ年間過去最高販売台数163,153台を記録し、2005年タイ カーオブザイヤー、ベストセラーピックアップ、最優秀省燃費ピックアップを受賞した。
派生車種としてSUVのMU-7が存在する。2011年モデルについては前後にカメラが付いている。

### 沿革
- 2002年（平成14年＝仏暦2545年）5月16日 - 発売開始。
- 2004年（平成16年＝仏暦2547年） - 第38回東京モーターショーで展示される。
- 2005年（平成17年＝仏暦2548年）- マレーシアでノックダウン生産開始。
- 2006年（平成18年＝仏暦2549年）8月9日 - 大幅改良して発売。フロントデザインを中心にフェイスリフトを敢行した。
- 2008年（平成20年＝仏暦2551年）9月15日-オーストラリアで販売開始。
- 2009年（平成21年＝仏暦2552年）1月18日-南アメリカで初めて開催された“[Dakar Rally]”通称パリダカで ブルース ガーランド、ハリー（浩彰）鈴木組が ディーゼルピックアップクラス優勝（総合11位）

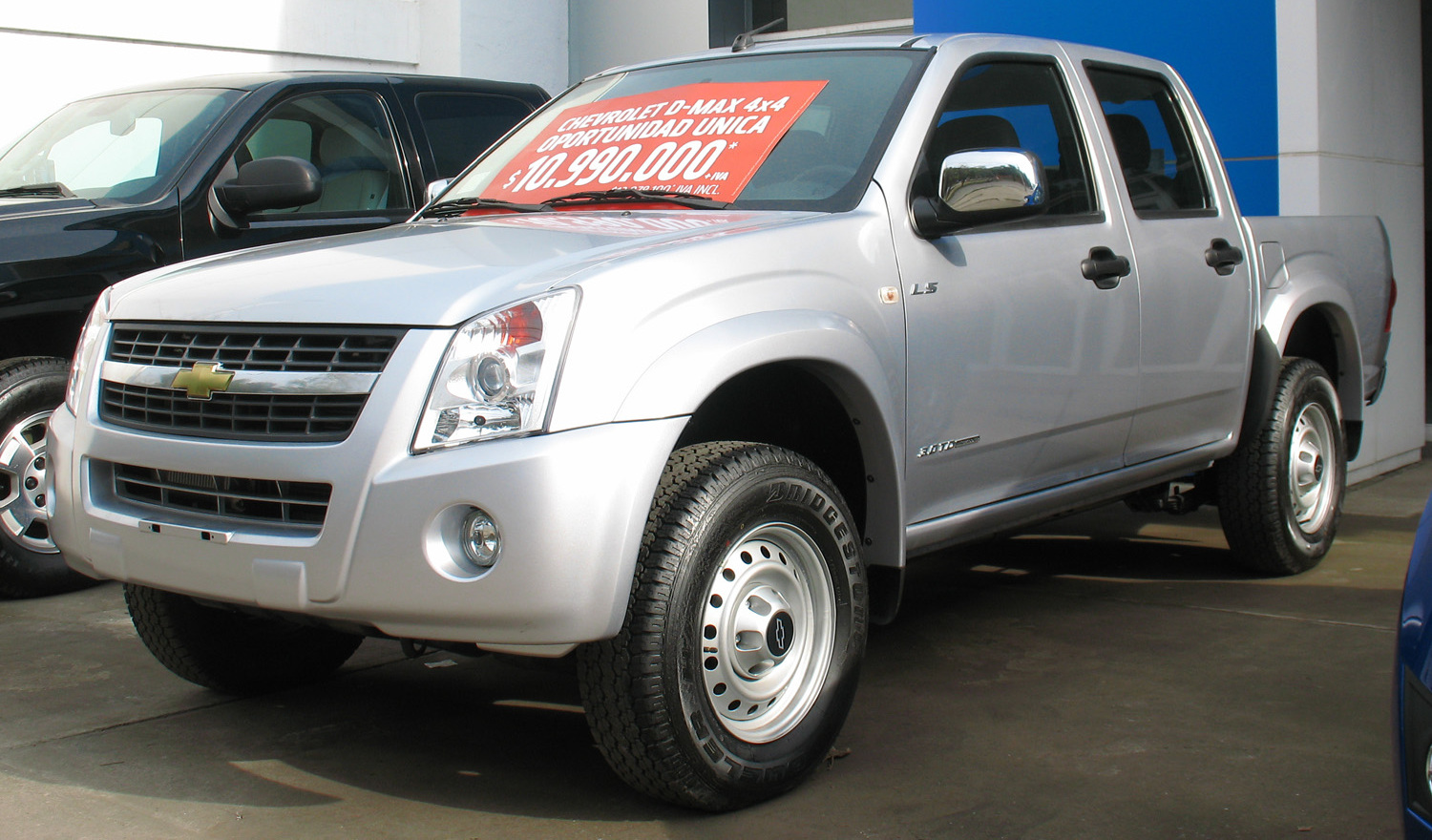
初代シボレー・D-MAX

### ラインナップ（タイ仕様）

#### 2002年5月-2006年8月
- SPACE CAB（スペースキャブ）

ラグジュアリー・グレード
- SPARK（スパーク）レギュラーキャブ

スタンダード・グレード
- RODEO（ロデオ）

オフロード性能を追求した4WDグレード

#### 2007年9月-2011年9月
- SPACE CAB（スペースキャブ） スタンダード・グレード
  - SX-2500Ddi
  - SLX-SMART-2500Ddi
  - SLX-2500Ddi
  - SLX-3000Ddi

- CAB-4（クルーキャブ） ラグジュアリー・ハイグレード
  - SX-2500Ddi
  - SLX-2500Ddi
  - LS-3000DdiVGS TURBO
  - Hi-Lander-3000DdiVGS TURBO

- Hi-Lander2/4（ハイランダー）
  - 2500Ddi
  - 3000DdiVGS TURBO
  - 2500Ddi-Smart

- SPARK（スパーク）レギュラーキャブ コマーシャル（営業）ユース向け
  - EX-2500Ddi
  - EX(P/S)-2500Ddi
  - CHASSIS-2500Ddi（ダブルキャブ）

- RODEO（ロデオ）
  - 2500Ddi
  - 3000DdiVGS TURBO

- X-Series(特別モデル)
  - SLX-2500Ddi
  - Hi-Lander-2500Ddi 2DR
  - Hi-Lander-3000DdiVGS TURBO 2DR
  - Hi-Lander-2500Ddi CAB4
  - Hi-Lander-3000DdiVGS TURBO CAB4

- スペースキャブ、CAB4には4WD「ロデオ」を設定

- エンジン種類
  - 4JK1-TC（2500ディーゼルターボ）116PS
  - 4JK1-TCX（2500ディーゼルVGSターボ）136PS
  - 4JJ1-TCK（3000ディーゼルVGSターボ）180PS

## 2代目
2011年（平成23年）に2代目が発表され、各国で順次新型に切り替わったが、2012年にLCV事業会社「いすゞモーターズインディア」が設立されたインドではしばらく旧モデルが販売されていた。
派生車種としてSUVのMU-Xが存在する。

### 沿革
- 2011年（平成23年＝仏暦2554年） 10月14日 - タイを皮切りに発売開始。
- 2011年 12月 - 第42回東京モーターショーに出展。
- 2011年 - タイのベストセラーピックアップ、最優秀省燃費ピックアップ、ベストライフスタイルピックアップの3賞受賞。
- 2014年  12月7日 - 中国で販売開始、生産工場には江西五十鈴からの生産される。
- 2015年（平成27年＝仏暦2558年）- ビックマイナーチェンジ。RZ4E型1.9Lターボディーゼルエンジン搭載車が追加される。
- 2017年 - イギリスでのビックマイナーチェンジモデル販売開始。

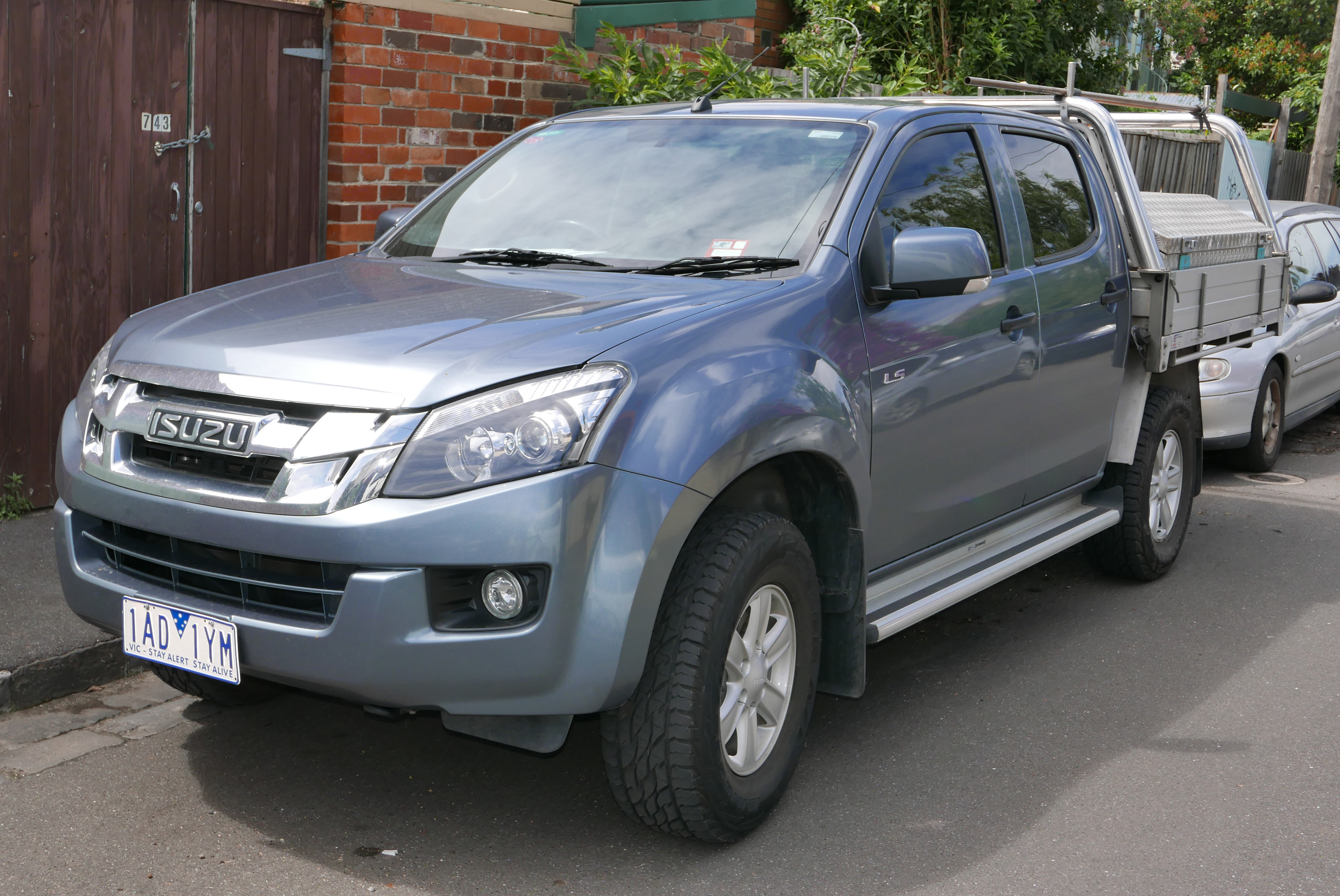
第2世代フルモデルチェンジ(11MY)
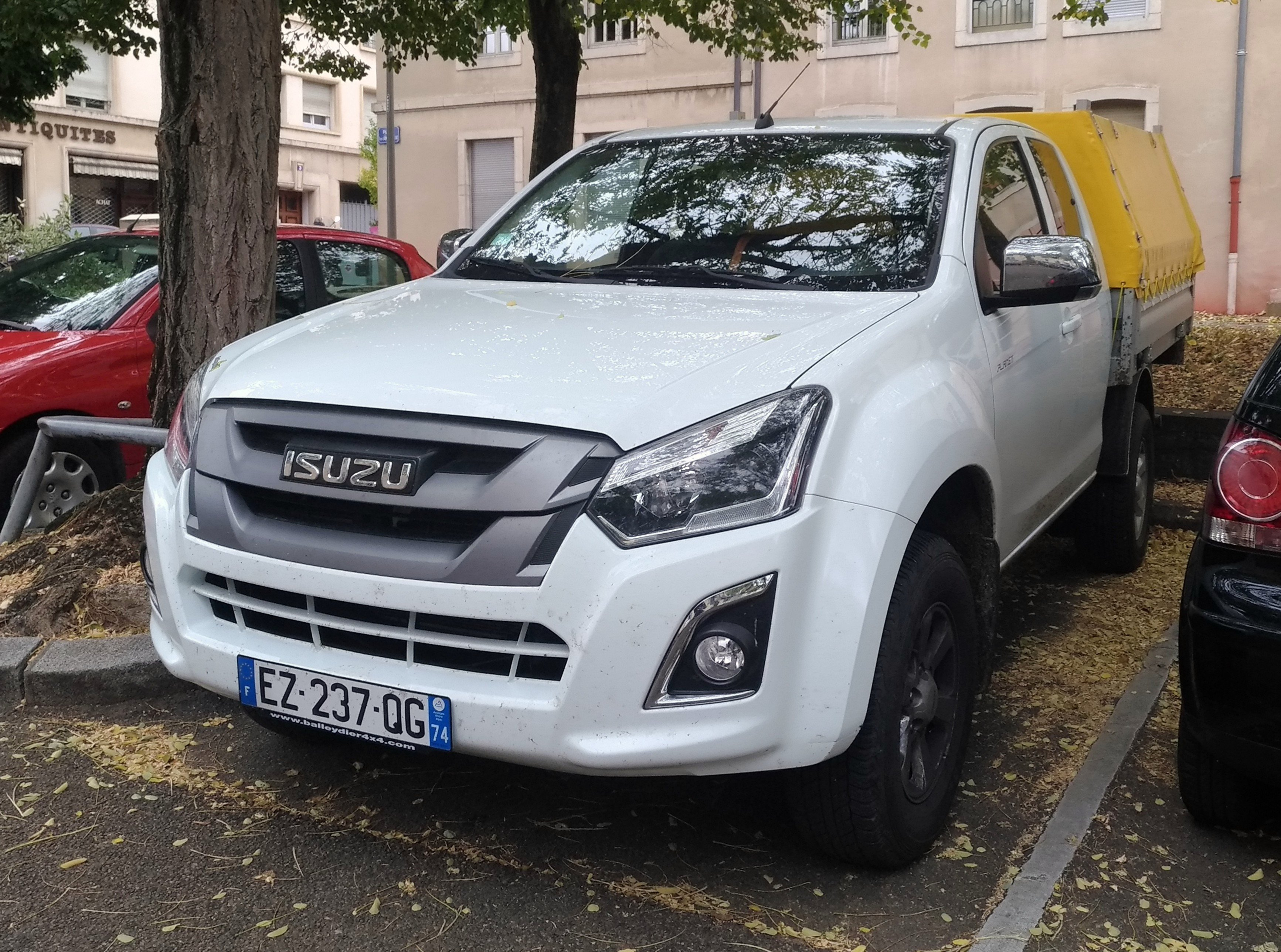
第2世代ビックマイナーチェンジモデル(15MY)
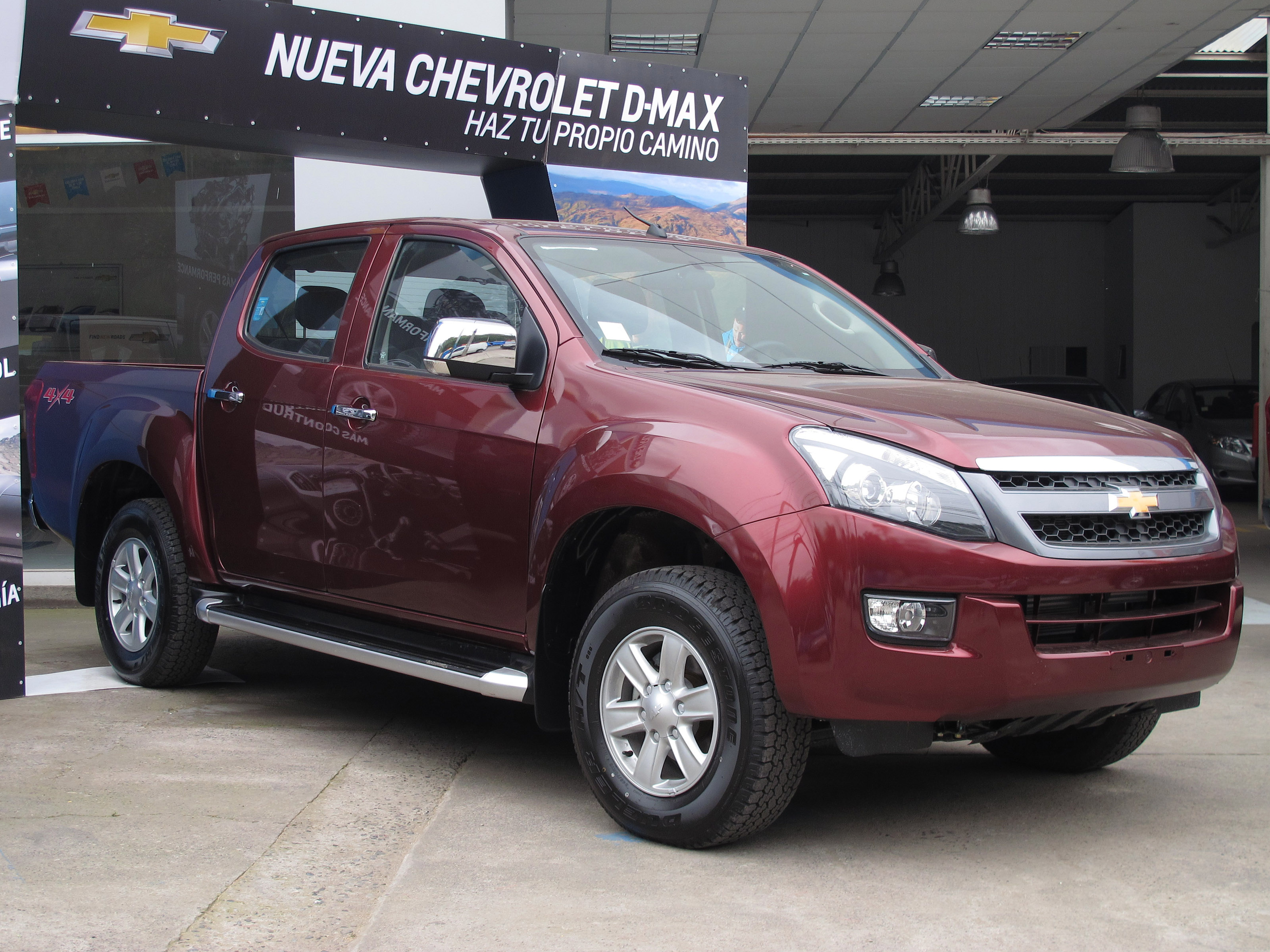
2代目シボレー・D-MAX

### ラインナップ（タイ仕様）

#### 2011年10月-2015年11月
- Spark grade （2door type 2.5）
- 2Door grade （2door type 2.5/3.0）
- 4Door grade （4door type 2.5）
- V-Cross grade （2/4door type 2.5/3.0）
- X-Series grade （2/4door type 2.5）

#### 2015年11月-2019年10月
- Spark grade （2door type 1.9/3.0）
- 2Door grade （2door type 1.9/3.0）
- 4Door grade （4door type 1.9/3.0）
- V-Cross grade （2/4door type 3.0）
- V-Cross Max grade （4door type 3.0）
- Stealth grade （2/4door type 1.9/3.0）
- X-Series grade （2/4door type 1.9）

### ラインナップ（イギリス仕様）

#### 2017年
- Utility Range grade
  - 4x2 Single cab （2door type）
  - 4x4 Single cab （2door type）
  - Extended cab （2door type）
  - Double cab （4door type）
- Premium Range grade
  - Eiger （4door type）
  - Yukon （4door type）
  - Utah （4door type）
  - Blade (4door type)

### ラインナップ（オーストラリア仕様）
- Crew Cab grade
  - LS-T 4x2/4x4 (3.0)
  - LS-U 4x2/4x4 (3.0)
  - LS-M 4x4 (3.0)
  - LS 4x2 (3.0)
  - SX 4x2/4x4 (3.0)
- Space Cab grade
  - LS-U 4x4 (3.0)
  - SX 4x2/4x4 (3.0)
- Single Cab grade
  - SX 4x2/4x4 (3.0)
  - EX 4x4 (3.0)

## 3代目
タイで2019年（令和元年）10月11日に発表、19日から発売開始する。8年ぶりの全面改良となる。3代目はゼネラルモーターズとのピックアップ事業の提携を解消したことに伴い、シボレー・コロラドとの兄弟車ではなくなった。
エクステリアはフロントライトにBi-LEDプロジェクターランプ、テールライトにダブルLEDエッジライトが採用され、リアバンパーはインテグレートステップバンパーとなっている。インテリアにはAndroid Auto/Apple CarPlayに対応した9インチスクリーンのインフォテインメントシステムも装備される。
エンジンは4JJ1型をベースに新開発された4JJ3型 3.0LターボディーゼルとRZ4E型1.9Lターボディーゼルが搭載される。4JJ3型エンジンは最高出力140kW (188PS)、 最大トルク450N・m (332lb-ft) を発揮する。
前モデルと比較して燃費は 2-7%改善、ボディー剛性は高張力鋼板を使うなどにより20%高められている。
なお、2016年（平成28年）7月11日にマツダとの間で次世代ピックアップトラックをマツダへOEM供給することで基本合意したことに基づき、2020年（令和2年）6月17日に発表されたマツダ・BT-50の3代目モデルは本モデルがベースとなる。

### 沿革
- 2019年（平成31年/令和元年＝仏暦2562年） - 10月12日、タイで発表。10月19日から発売開始。
- 2021年 - 1月、イギリスで発表。
- 2021年 - 4月14日、中国で発表。
- 2021年 - 11月11日、インドネシアで発表。
- 2023年 - 5月10日、中国で D-MAX V-CROSS が発表。
- 2023年（令和5年＝仏暦2566年）- 10月6日、タイでビッグマイナーチェンジ発表。
- 2024年（令和6年＝仏暦2567年）- 10月11日、タイでマイルドハイブリッドを搭載して、D-MAX MHEV 発表。10月12日から予約開始。
- 2025年 - 4月29日、欧州主要国で電気自動車、D-MAX EV 発表。

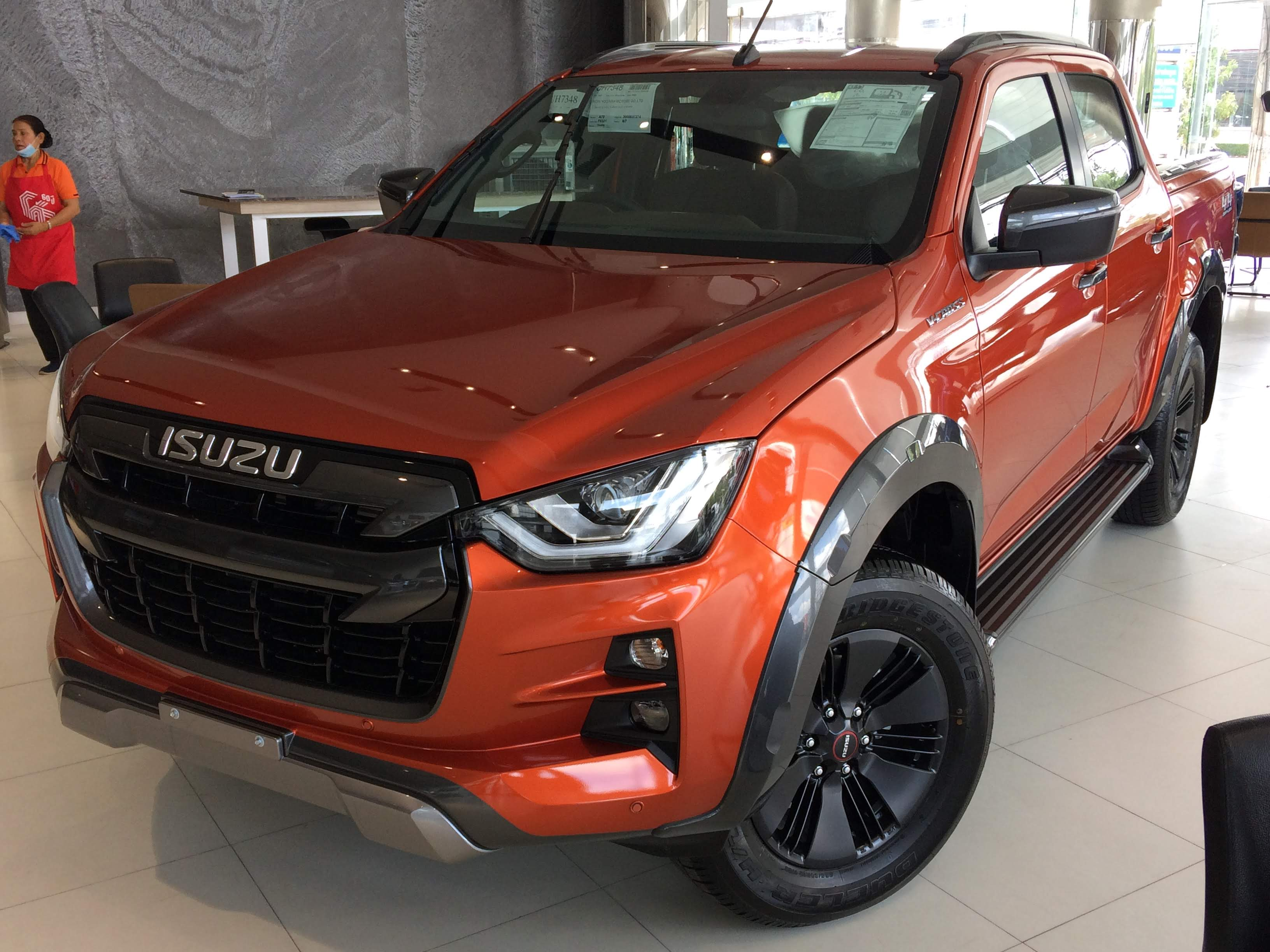
V-Cross 4-Door 3.0 Ddi M (19MY)
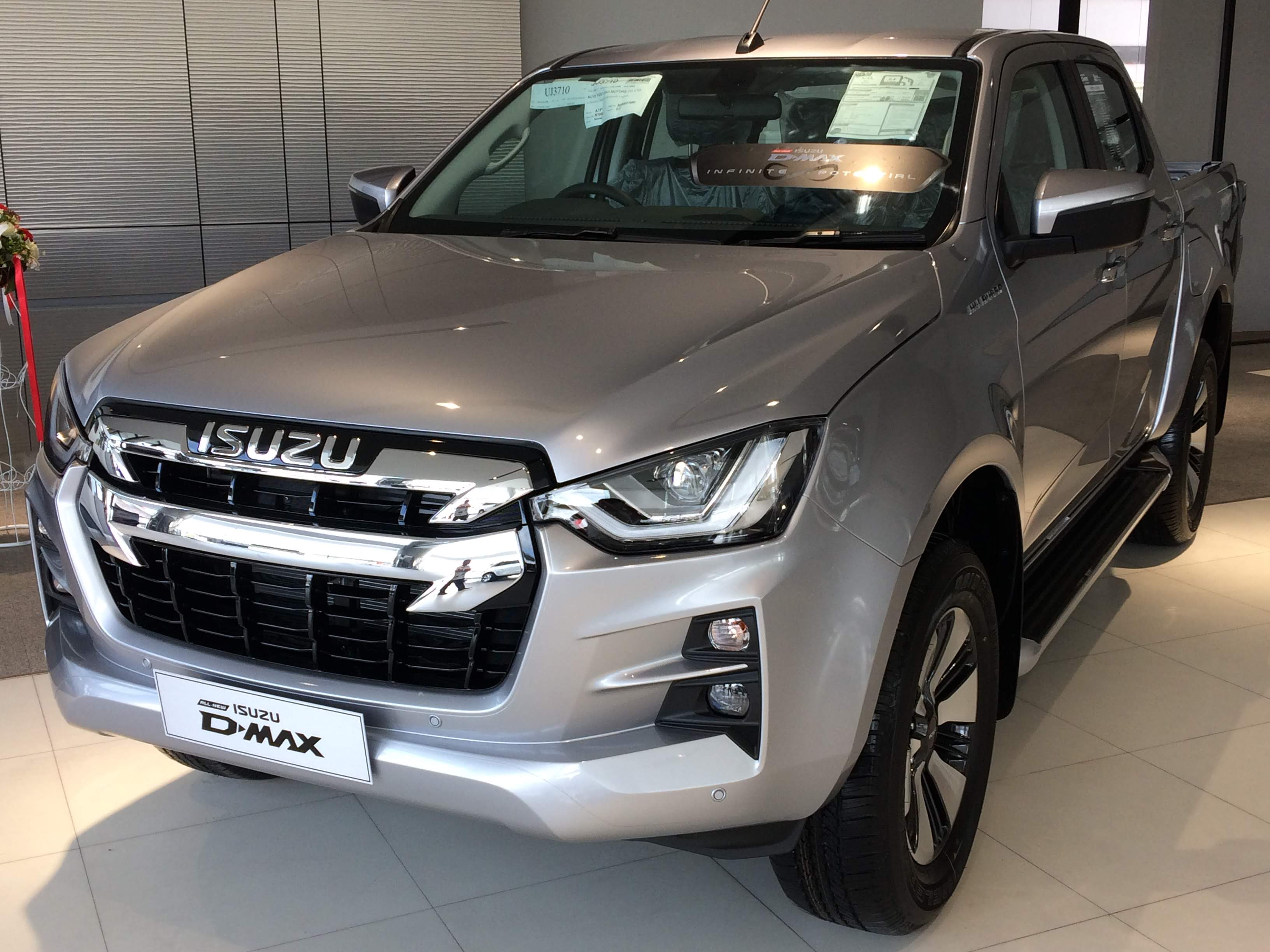
Hi-Lander 4-Door 3.0 Ddi M (19MY)
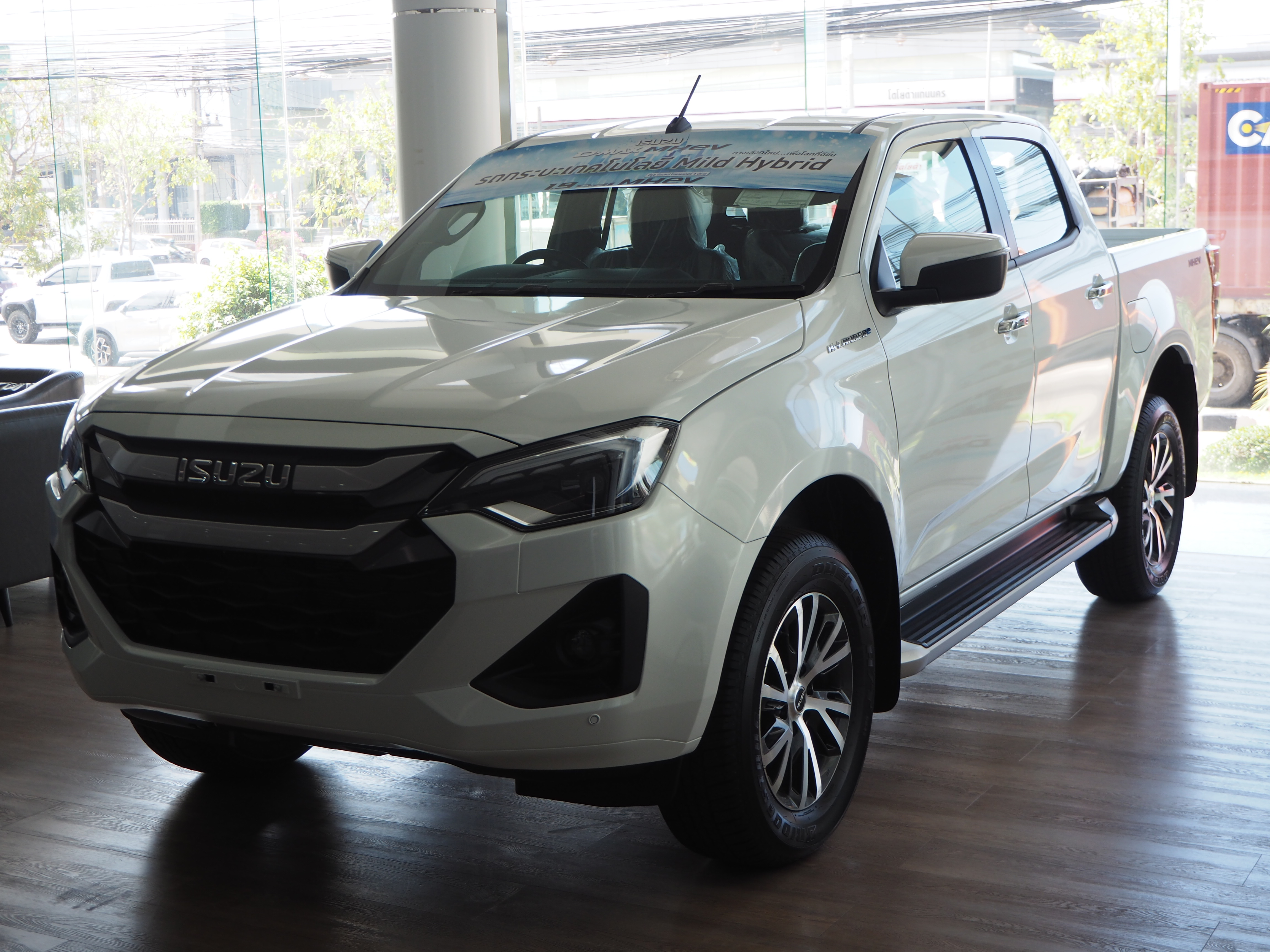
Hi-Lander 4-Door 1.9 Ddi M MHEV (24MY)

### ラインナップ（タイ仕様）
- Spark grade (1.9/2.2/3.0)
- Spacecab grade (1.9/2.2/3.0)
- Cab4 grade (1.9/2.2)
- Hi-Lander grade (1.9/2.2/3.0)
  - 2-Door
  - 4-Door
- V-Cross grade (3.0)
  - 2-Door
  - 4-Door
- X-Series grade (1.9)
  - Speed (2/4-Door)
  - Hi-Lander (2/4-Door)
- MHEV grade (1.9)
  - Cab4
  - Hi-Lander (4-Door)

### ラインナップ（イギリス仕様）
- Utility grade
  - 4x2 Single cab
  - 4x4 Single cab
  - Extended cab
  - Double cab
- DL20 grade
  - Extended cab
  - Double cab
- DL40 grade
  - Double cab
- V-Cross grade
  - Double cab
- Arctic Trucks AT35

### ラインナップ（オーストラリア仕様）
- Crew Cab grade
  - Blade 4x4 (3.0)
  - X-Terrain 4x4 (3.0)
  - X-Rider 4x4 (3.0)
  - LS-U+ 4x4 (3.0)
  - LS-U 4x2/4x4 (3.0)
  - LS-M 4x4 (3.0)
  - SX 4x2/4x4 (1.9/3.0)
- Space Cab grade
  - LS-U 4x4 (3.0)
  - SX 4x2/4x4 (3.0)
- Single Cab grade
  - SX 4x2/4x4 (1.9/3.0)

## 生産工場・販売会社
- 生産工場

泰国いすゞ自動車サムロン工場（ タイサムットプラカン県ムアン郡）
泰国いすゞ自動車ゲートウェイ工場（ タイチャチュンサオ県プレーンヤーオ郡）
- 販売会社 トリペッチいすゞセールス (TIS、バンコク都チャトゥチャック区)

いすゞ本社の現筆頭株主、三菱商事との合弁会社。タイでは三菱商事と同じ三菱グループに属する三菱自動車工業と競合関係。

## 姉妹車
初代/2代目
- シボレー・コロラド
- シボレー・トレイルブレイザー(2代目)
- GMC・キャニオン
- いすゞ・i-350/i-280

3代目
- マツダ・BT-50

## 参照
1. ↑  2002年5月16日 いすゞ自動車プレスリリース
2. ↑  “いすゞ、ピックアップ・トラック「D-MAX」を8年ぶりにフルモデルチェンジ”.  いすゞ自動車 (2019年10月11日). 2019年10月11日閲覧。
3. ↑  Christopher Smith (2019年10月11日). “2020 Isuzu D-Max Debuts Its New Truck Bod In Thailand”.   Motor1.com. 2019年10月11日閲覧。
4. ↑  “いすゞ、タイで主力トラック刷新　世界販売テコ入れ”.   日本経済新聞 (2019年10月11日). 2019年10月12日閲覧。
5. ↑  『いすゞとマツダ、いすゞ製次世代ピックアップトラックのOEM供給で合意』（プレスリリース）いすゞ自動車、マツダ（2社連名）、2016年7月11日。2020年6月18日閲覧。
6. ↑  『マツダ、新型「MAZDA BT-50」を世界初公開』（プレスリリース）マツダ株式会社、2020年6月17日。2020年6月18日閲覧。
7. ↑  “新型マツダBT-50が世界デビュー。ベースは、いすゞ D-MAX”.   Clicccar (2020年6月18日). 2020年6月18日閲覧。